# Amstel Uitgevers
Amstel Uitgevers was een onderdeel van uitgeversgroep NDC/VBK en bestond uit acht uitgeverijen: Atlas, Augustus, Business Contact, Houtekiet, L.J. Veen, Eldorado, Olympus non-fictie en Pandora pockets. Op 1 januari 2012 fuseerde Amstel Uitgevers met Uitgeverij Contact tot Atlas Contact, terwijl in september 2012 NDC/VBK uiteenviel en Atlas Contact verderging onder Veen Bosch & Keuning Uitgeversgroep (VBK).

## Onderafdelingen

### Atlas
Uitgeverij Atlas gaf literaire fictie en non-fictie uit, zowel vertaald als oorspronkelijk Nederlands. Ze gaf boeken uit op gebied van reizen, filosofie en strips. 
Auteurs van Uitgeverij Atlas zijn onder meer Alain de Botton, Stefan Brijs, Bill Bryson, Kristien Hemmerechts, Nick Hornby, Mensje van Keulen, Geert Mak, Haruki Murakami, Cees Nooteboom, Paul Theroux en Frank Westerman.

### Augustus
Augustus was een literaire uitgeverij van uitsluitend Nederlandse fictie en non-fictie. Als eerste boek verscheen Pelican Bay, een roman van Nelleke Noordervliet, gevolgd door romans van Conny Braam, Adriaan van Dis en Oek de Jong. Debutanten als  Arjan Visser, Anton Valens, Micha Hamel en 
Anneloes Timmerije werden genomineerd en bekroond. 
Naast romans en verhalen specialiseert de uitgeverij zich in literaire non-fictie, met schrijvers als Lieve Joris, Carolijn Visser, Jeroen van Bergeijk, Rudy Kousbroek en Betsy Udink.

### Business Contact
Business Contact gaf uit op het gebied van management, economie, werk en loopbaan. Een aantal auteurs uit het fonds zijn Stephen Covey, Jim Collins, Michael Porter, Donald Kalff en 
Jack van Minden.

### Houtekiet
Uitgeverij Houtekiet gaf een breed fonds, met literaire romans, jeugdboeken, thrillers, boeken over medische,
historische, filosofische en wetenschappelijke onderwerpen, over mens en maatschappij en over sport.
Tot de auteurs behoren onder anderen: Jostein Gaarder, Josse de Pauw, Bas Haring, Magda Szabó, Christine Van Broeckhoven, Michel Wuyts, Nahed Selim, Guy Verhofstadt, Cynthia Ozick en Jos Pierreux.

### L.J.Veen
Uitgeverij L.J. Veen, opgericht in 1887, was vroeger de uitgever van onder andere Louis Couperus, Stijn Streuvels, Gustave Flaubert en Charles Dickens. Tegenwoordig biedt L.J. Veen Nederlandse fictie en non-fictie van oorspronkelijke verhalenvertellers als Willem Brinkman, Nicolet Steemers, Joost Prinsen en Frank Ketelaar; literaire sportschrijvers als Bert Wagendorp, Hugo Borst, Wilfred Genee, Erik Brouwer en Bert Hiddema, en journalisten als Kustaw Bessems, Gawie Keyser en Kees Beekmans; Veen gaf daarnaast het wielertijdschrift De Muur uit.

### Overige uitgeverijen/fondsen
Eldorado is een selectie uit fondsen van uitgeverijen Atlas, Augustus, Houtekiet en L.J. Veen. In Olympus non-fictie verschijnen standaardwerken op het gebied van cultuur, geschiedenis, psychologie, letterkunde, filosofie en biografieën.
Pandora pockets is het merk waar Amstel Uitgevers de heruitgaven in pocketvorm in onderbrengt. Pandora's verschijnen in verschillende genres: literatuur, non-fictie, reizen en klassiekers.